# Erhard F. Freitag
Erhard F. Freitag (* 1940 in Memel; † 8. November 2015) war ein deutscher Hypnosetherapeut und Esoterikautor. Er ist als Anhänger von Joseph Murphy und Autor im Bereich der Neugeist-Bewegung und des positiven Denkens bekannt geworden.

## Biografie
Freitag wurde als zweiter Sohn in eine evangelische Familie geboren, der Vater war Beamter. Er erlernte zunächst einen handwerklichen Beruf und absolvierte zusätzlich eine kaufmännische Ausbildung, widmete sich aber bald der Philosophie des Joseph Murphy, von dem er unterrichtet wurde und mit dem er sich auf eine Vortragsreise in der Schweiz, Österreich und Deutschland begab. 1974 gründete Freitag im Münchner Arabellahaus das „Institut für Hypnoseforschung“, in dem er Hypnosebehandlungen anbot. Er beschäftigte zeitweilig über 30 Therapeuten. Er wurde damals auf Lebenszeit zum Mitglied der INTA (International New Thought Alliance) ernannt und Joseph Murphy machte ihn zu seinem offiziellen Lehrbeauftragten.
Sein erstes Buch veröffentlichte Freitag 1981. Als seine Hauptwerke gelten die Bücher „Die Macht Ihres Bewusstseins“ und „Kraftzentrale Unterbewusstsein“. Er verfasste zehn Bücher, die in 14 Sprachen veröffentlicht wurden. 2002 siedelte Freitag in die Schweiz um.

## Werke
- Die Macht Ihres Bewusstseins
- Kraftzentrale Unterbewusstsein
- Erfolg ist die Kunst des Machbaren
- Die Wunderwelt der magischen Gedanken
- Die Macht Ihrer Gedanken
- Sag JA zu Deinem Leben
- Heilende Gedanken
- Hilfe aus dem Unbewussten
- Ein angstfreies Leben